# Scottsville, Texas
Scottsville là một thành phố thuộc quận Harrison, tiểu bang Texas, Hoa Kỳ. Năm 2010, dân số của xã này là 376 người.

## Dân số
- Dân số năm 2000: 263 người.
- Dân số năm 2010: 376 người.